# Momento e momento
Momento e momento è un singolo del rapper italiano Vegas Jones, pubblicato il 12 aprile 2024.

## Tracce
Testi di Matteo Privitera e Gianluca Franco, musiche di Gianluca Franco.
1. Momento e momento – 2:28